# 사라우츠
사라우츠(바스크어: Zarautz, 스페인어: Zarauz 사라우스[*])는 스페인 바스크 지방의 주인 기푸스코아주의 도시로, 인구는 22,353명(2007년 기준), 면적은 14.80km2이다. 사라우츠는 바스크 지방에서 가장 긴 해변으로 유명한 도시이기도 하다.